# DEC Dragons Klagenfurt
Der KAC Dragons Klagenfurt (bis 2021 Dameneishockeyclub Dragons Klagenfurt) ist ein Fraueneishockeyverein aus Klagenfurt am Wörthersee, der seit 2001 an der Dameneishockey-Bundesliga teilnimmt. Die Heimspiele des Vereins werden entweder in der 5.088 Zuschauer fassenden Stadthalle Klagenfurt oder in der Sepp-Puschnig-Halle, die 550 Zuschauern Platz bietet, ausgetragen.

## Geschichte
Der Dameneishockeyclub Dragons Klagenfurt wurde im Jahre 2000 aus einer privaten Initiative heraus gegründet und absolvierte zunächst ausschließlich Freundschaftsspiele und Hobby-Turniere. Aufgrund der guten Spielergebnisse und der Entwicklung der Mannschaft beschloss der Vorstand 2001, den Verein für die Dameneishockey-Bundesliga (DEBL) anzumelden. In der ersten Bundesligasaison erreichten die Dragons die Play-offs und belegten letztlich den dritten Platz bei sieben Teilnehmern. In den folgenden zwei Spielzeiten belegte der DEC weiter jeweils den dritten Platz, ehe 2006 die erste Vizemeisterschaft erreicht wurde.
Ab 2004 nahm der Verein als eines der Gründungsmitglieder an der EWHL teil und belegte in den folgenden Jahren hintere Plätze, ehe er sich 2007 wieder aus dieser Liga zurückzog. Dadurch konzentrierte sich der DEC wieder voll auf die Bundesliga und Staatsmeisterschaft, was im ersten DEBL-Meistertitel der Vereinsgeschichte am Ende der Saison 2007/08 mündete. Seit 2008 kann der DEC nicht mehr an diese Erfolgssaison anknüpfen und belegte meist hintere Tabellenplätze in der DEBL.
Der Nachwuchs des Vereins nahm als DEC Dragons II in der Saison 2006/07 erstmals an der 2. Division der Bundesliga teil und belegte den dritten Platz bei vier Teilnehmern. In der folgenden Spielzeit gewann die zweite DEC-Mannschaft die Meisterschaft der 2. Division. 2010 zog sich die Nachwuchsmannschaft aus der zweiten Spielklasse zurück.
Seit 2021 tritt die Mannschaft in Kooperation mit dem EC KAC als KAC Dragons Klagenfurt an.